# Sokuyas
 (décembre 2017).
Si vous disposez d'ouvrages ou d'articles de référence ou si vous connaissez des sites web de qualité traitant du thème abordé ici, merci de compléter l'article en donnant les références utiles à sa vérifiabilité et en les liant à la section « Notes et références ».
Les Sokuya sont une ethnie du groupe Krou qui vit dans le centre-ouest de la Côte d'Ivoire. La majorité des Sokuya vivent dans les villages de : 
1*Bonoufla(Bolouyab)li,
2*Baoulifla(Gbalablé), 3*Déma(Bhêlêblé),
4*sébouafla(Totozôô) 5*Bouitafla(Gbêwo), 
6*Gatifla(Gahati) ; 
7*Gouabafla(Gouablé), 
8*Dédiafla(Lèri),
9*Kétro10*Kétro-Bassam,
11*Kouléyo(koulabli),
12*Brouafla-kouya(Dibhéri),
13*Bhari,
14*Vavoua(Vafou)